# La saga di Finn MacCool
La saga di Finn MacCool (Finn MacCool) è un romanzo storico-fantastico di Morgan Llywelyn pubblicato nel 1994, che ripropone la storia di un personaggio della mitologia irlandese, Fionn mac Cumhaill, narrata nel ciclo feniano. In Italia il romanzo è apparso anche col titolo Il condottiero d'Irlanda.

## Edizioni
- Morgan Llywelyn, La saga di Finn MacCool, traduzione di Annarita Guarnieri, collana Collana di narrativa Nord, Editrice Nord, 1995,  p. 433, ISBN 88-429-0872-X.
- Morgan Llywelyn, Il condottiero d'Irlanda, traduzione di Annarita Guarnieri, collana Narrativa, Editrice Nord, 2006,  p. 433, ISBN 88-429-1441-X.